# Мангфалльплац
«Мангфалльплац» (нем. Mangfallplatz) — конечная станция Мюнхенского метрополитена, расположенная на линии . Станция находится в районе Унтергизинг-Харлахинг (нем. Untergiesing-Harlaching).

## История
Открыта 8 ноября 1997 года в составе участка «Колумбусплац» — «Мангфалльплац». Станция названа в честь реки Мангфалль, из которой берётся большая часть питъевой воды для Мюнхена.

## Архитектура и оформление
Однопролётная станция мелкого заложения. Архитектор — Паоло Нестлер (нем. Paolo Nestler). Из-за тесноты на поверхности, стены станции — косые и не облицованы. Естественно оставленные стены контрастируют с табличка красного цвета примерно на высоте человеческого роста, а также в трёх рядах ламп. Лампы светят в алюминиевый экран на потолке, который косвенно распределяет свет по платформе. Имеет два выхода по обоим концам платформы, северный — в виде пандуса, по которому попадаешь в подземный вестибюль. В южном торце платформы расположен лифт.

## Таблица времени прохождения первого и последнего поезда через станцию
|                                       | Воскресенье — Четверг (ч:мм) | Пятница — Суббота (ч:мм) |
|                                       | первый                       |                          |
| последний                             |                              |                          |
| В сторону станции «Санкт-Квирин-Плац» | 4:21                         | 4:21                     |
| В сторону станции «Санкт-Квирин-Плац» | 1:03                         | 2:03                     |

## Пересадки
Проходит автобус линии 139. Есть перехватывающая парковка на 255 мест.
| Предыдущая станция | Расстояние | Линия | Расстояние | Следующая станция |
| ------------------ | ---------- | ----- | ---------- | ----------------- |
| Санкт-Квирин-Плац  | 923 м      |       | 0 м        | конечная          |